# Robert Shaye

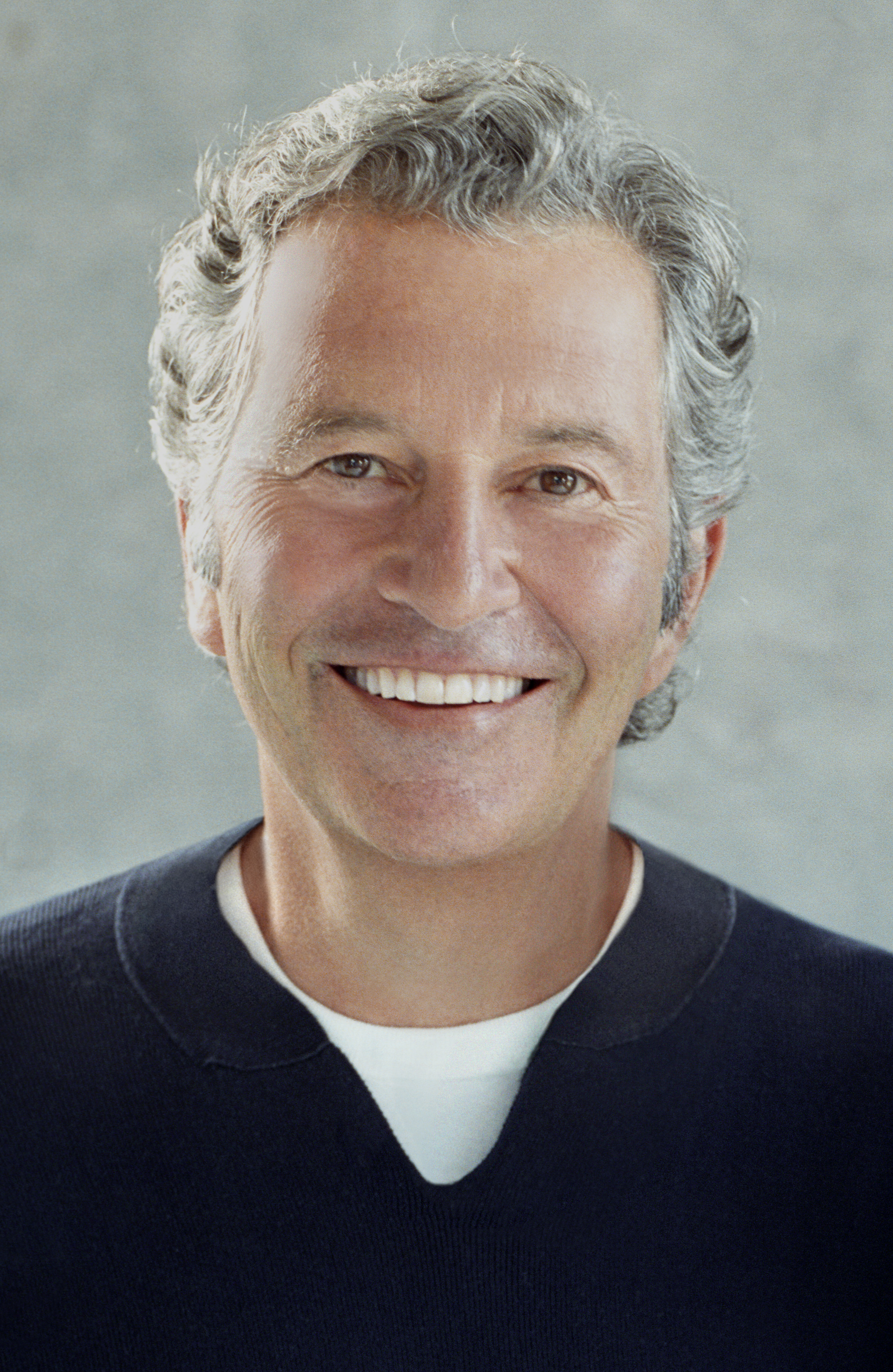
Robert Shaye

Robert „Bob“ Kenneth Shaye (* 3. März 1939 in Detroit, Michigan) ist ein US-amerikanischer Unternehmer, Filmproduzent und Regisseur. Gelegentlich trat er auch schauspielerisch in Kleinstrollen in Erscheinung, oft unter dem Pseudonym L.E. Moko. 
Shaye gründete 1967 das Filmproduktionslabel New Line Cinema, dessen Leiter er bis zur Fusion des Unternehmens mit Warner Bros. Pictures im Jahr 2008 blieb. Er produzierte unter anderem die erfolgreiche Horror-Filmreihe Nightmare. Shaye ermöglichte 1998 Regisseur Peter Jackson die Umsetzung des Herrn der Ringe als Trilogie; eine riskante Entscheidung, die zuvor von anderen Produzenten abgelehnt worden war. Er fungierte als Executive Producer aller drei Filme der Reihe.

## Leben
Robert Shaye wurde 1939 in Detroit als Sohn von Dorothy und Max Mendle Shaye geboren. Die Schauspielerin Lin Shaye (* 1943) ist seine jüngere Schwester.
Schon früh zeigte sich bei Shaye ein Interesse am Filmemachen. Bereits mit 15 Jahren drehte er seinen ersten Film: ein Trainingsvideo für die Angestellten des Supermarktes seines Vaters. 1964 gewann Shaye für seinen Kurzfilm Image den ersten Preis der Society of Cinematologists’ Rosenthal Competition in der Kategorie Bester Amerikanischer Regisseur unter 25, wobei er sich den Sieg mit dem ebenfalls erstplatzierten Martin Scorsese teilte.
Er studierte bis 1960 an der Business School der University of Michigan. Nach einem Semester an der Pariser Sorbonne 1961 folgte ein Studium an der Law School der Columbia University, wo er Michael Lynne kennenlernte. Von 1964 bis 1966 studierte er mit einem Stipendium des Fulbright-Programms Jura mit einem Fokus auf Urheberrecht an der Universität Stockholm. Zu dieser Zeit entsteht sein zweiter Kurzfilm On Fighting Witches über einen schwedischen Hexensabbat.
Nach seiner Rückkehr in die Vereinigten Staaten arbeitete Shaye zunächst in der Fotoabteilung des New Yorker Museum of Modern Art. 1967 gründete Shaye New Line Cinema. Damit wollte er vor allem ausländische Filme und eher subversive Independent-Produktionen zunächst an den Universitäten und später auch in den Kinos veröffentlichen. So brachte Shaye Werke von Filmemachern wie Jan Němec, Jan Schmidt, Jean-Luc Godard, Werner Herzog, Pier Paolo Pasolini und Joaquim Pedro de Andrade in die US-Kinos. Ein erster großer Erfolg gelang ihm 1972 mit der Wiederveröffentlichung des Anti-Cannabis-Propagandafilms Reefer Madness aus dem Jahr 1936, der sich vordergründig gegen den Drogenkonsum richtete, bei den studentischen Zielgruppen aufgrund seiner übertriebenen und schlechten Machart eher als Satire aufgenommen wurde und sich zum Kultfilm entwickelte. Mit diesem Film setzte Shaye zwei Millionen US-Dollar um. Im gleichen Jahr brachte Shaye John Waters Exploitationfilm Pink Flamingos in die Kinos.
Trotz einiger Erfolge mit Filmen von Lina Wertmüller oder Shigehiro Ozawa stand das Unternehmen weiter auf keiner soliden finanziellen Basis. 1980 holte Shaye seinen Studienfreund Michael Lynne als Berater in das Unternehmen. 1982 produzierte Shaye New Line Cinema ersten eigenen Film, den Horrorthriller Zwei Stunden vor Mitternacht, für den Shaye gemeinsam mit Jack Sholder und Michael Harrpster auch die Story für das Drehbuch beisteuerte.
Als Wendepunkt erwies sich 1984 die Produktion von Wes Cravens Slasher-Films Nightmare – Mörderische Träume, der bei Produktionskosten von 1,3 Millionen ein Box Office von 25,5 Mio. US-Dollar generierte. Der Überraschungserfolg zog in den nächsten Jahren zahlreiche Fortsetzungen nach sich und etablierte damit das Nightmare-Franchise. Ein weiterer großer Erfolg für New Line Cinema waren die Verfilmungen der Teenage-Mutant-Ninja-Turtles-Comics. Der erste Teil Turtles spielte 1990 über 200 Mio. US-Dollar ein und zog zwei Fortsetzungen nach sich.
Shaye förderte bei New Line Cinema zahlreiche aufstrebende Produzenten wie Toby Emmerich, Michael De Luca, Sara Risher, Donna Langley und Rachel Talalay.
1993 verkaufte Shaye New Line Cinema an Turner Broadcasting System für über 500 Mio. US-Dollar. Shaye, der Medienberichten zufolge allein 100 Mio. US-Dollar erhielt, leitete das Unternehmen vorerst weiter. Nach der Fusion von Turner mit Time Warner im Jahr 1996 wurde New Line Cinema neben Warner Bros. und Warner Independent Pictures zum dritten Filmverleih und -produzent des Konzerns.
1998 drohte Regisseur Peter Jacksons geplante Verfilmung von J. R. R. Tolkiens Fantasy-Werk Der Herr der Ringe beim ursprünglichen Finanzier Miramax daran zu scheitern, dass Miramax-Leiter Harvey Weinstein das Gesamtwerk in einem zweistündigen Film verfilmen wollte. Jackson kontaktierte daraufhin den New-Line-Mitarbeiter Mark Ordesky und konnte sein Projekt vorstellen. Jackson schlug daraufhin Bob Shaye die Verfilmung des Werks in zwei Teilen vor. Shaye bestand sogar auf drei Teilen, was angesichts der hohen Produktions- und Marketingkosten als enormes Risiko galt. Am 24. August 1998 gab New Line Cinema bekannt, dass das Unternehmen eine Herr-der-Ringe-Trilogie produzieren würde. Bis zur Veröffentlichung der Filme gab es zahlreiche Spekulationen, dass New Line Cinema bei einem Flop eventuell seinen Status als eigenständiges Studio verlieren könnte. Die in den Jahren 2001 bis 2003 veröffentlichten Filme waren jedoch sowohl bei Kritikern als auch beim Publikum ein durchschlagender Erfolg. Sie spielten weltweit insgesamt fast 3 Milliarden US-Dollar Box Office ein und setzten inklusive der Heimkino-Auswertung und Merchandise-Verkäuften fast 6 Milliarden US-Dollar um. Die Filme wurden 30-mal für den Oscar nominiert und konnten davon 17 Oscars gewinnen.
2005 wurde bei Shaye eine lebensbedrohliche Lungenentzündung diagnostiziert, für die er sechs Wochen in künstliches Koma versetzt wurde. Sein Zustand wurde vor der Öffentlichkeit geheim gehalten und erst im Juli 2005 konnte er wieder in die Büros von New Line Cinema zurückkehren.
Ein Rechtsstreit zwischen New Line Cinema und WingNut Films um die Erlöse aus den Herrn-der-Ringe-Filmen führte 2006 zu einem öffentlichkeitswirksam ausgetragenen Streit mit Peter Jackson, den beide erst später beilegten. 2007 inszenierte er als Regisseur den Science-Fiction-Familienfilm Mimzy – Meine Freundin aus der Zukunft, der trotz guter Kritiken an den Kinokassen lediglich 21,5 Mio. US-Dollar einspielen konnte. Dass Shaye darauf bestand, dass sein Film am gleichen Wochenende wie Warners Animationsfilm TMNT – Teenage Mutant Ninja Turtles startete, sorgte für Verstimmungen zwischen New Line und Warner Bros.
Nach zahlreichen Flops wie Little Children, Hairspray, Der Goldene Kompass und Semi-Pro wurde New Line Cinema 2008 in Warner Bros. eingegliedert und verlor seine Eigenständigkeit. Bob Shaye und Michael Lynne verließen das Unternehmen. Beide gründeten danach das Produktionsunternehmen Unique Features, das zunächst einen First-Look-Deal mit Warner Bros. einging. Später produzierte das Unternehmen auch für andere Studios und Streaming-Anbieter. So entstanden unter anderem der Film Chroniken der Unterwelt – City of Bones (2013) oder die Fernsehserie Shadowhunters (2016–2019). Im März 2019 verstarb sein langjähriger Geschäftspartner Michael Lynne.
Beim Horror-Thriller Ambition (2019) übernahm Shaye neben der Produktion auch die Regie des Films. Für Netflix produzierte Shaye die Miniserie Der Befreier (2020) und den Thriller Night Teeth (2021).
Aus seiner 1970 geschlossenen Ehe mit der aus Schweden stammenden Eva G. Lindsten gingen zwei Kinder hervor.

## Filmografie (Auswahl)
Produzent
- 1982: Zwei Stunden vor Mitternacht (Alone in the Dark)
- 1984: Nightmare – Mörderische Träume (A Nightmare on Elm Street)
- 1985: Nightmare II – Die Rache (A Nightmare on Elm Street Part 2: Freddy’s Revenge)
- 1986: Quiet Cool – Die Abrechnung (Quiet Cool)
- 1987: Nightmare III – Freddy Krueger lebt (A Nightmare on Elm Street 3: Dream Warriors)
- 1987: Mein teuflischer Liebhaber (My Demon Lover)
- 1987: The Hidden – Das unsagbar Böse (The Hidden)
- 1988: The Freddy Krueger Special (Fernsehfilm)
- 1988: Nightmare on Elm Street 4 (A Nightmare on Elm Street 4: The Dream Master)
- 1989: Nightmare on Elm Street 5 – Das Trauma (A Nightmare on Elm Street 5: The Dream Child)
- 1991: Freddy’s Finale – Nightmare on Elm Street 6 (Freddy’s Dead: The Final Nightmare)
- 2016: Das Wiegenlied vom Tod (When the Bough Breaks)
- 2019: Ambition

Executive Producer
- 1977: Stunts – Das Geschäft mit dem eigenen Leben (Stunts)
- 1981: Polyester
- 1981: The First Time
- 1982: Xtro
- 1986: Critters – Sie sind da! (Critters)
- 1987: Gestrandet (Stranded)
- 1988: Hairspray
- 1988: Critters 2 – Sie kehren zurück (Critters 2: The Main Course)
- 1988: Der Prinz von Pennsylvania (The Prince of Pennsylvania)
- 1988–1990: Freddy’s Nightmares (Freddy's Nightmares: A Nightmare on Elm Street – The Series, Fernsehserie, 44 Episoden)
- 1993: Blink – Tödliche Augenblicke (Blink)
- 1994: Freddy’s New Nightmare (Wes Craven’s New Nightmare)
- 2000: Frequency
- 2001: Der Herr der Ringe: Die Gefährten (The Lord of the Rings: The Fellowship of the Ring)
- 2002: Der Herr der Ringe: Die zwei Türme (The Lord of the Rings: The Two Towers)
- 2003: Freddy vs. Jason
- 2003: Der Herr der Ringe: Die Rückkehr des Königs (The Lord of the Rings: The Return of the King)
- 2007: Mimzy – Meine Freundin aus der Zukunft (The Last Mimzy)
- 2007: Hairspray
- 2007: Der Goldene Kompass (The Golden Compass)
- 2010: A Nightmare on Elm Street
- 2013: Chroniken der Unterwelt – City of Bones (The Mortal Instruments: City of Bones)
- 2016–2019: Shadowhunters (Fernsehserie, 55 Episoden)
- 2018: Haunting on Fraternity Row
- 2020: Der Befreier (The Liberator, Miniserie, 4 Episoden)
- 2021: Night Teeth
- 2022: Zum Mars oder zu Dir? (Space Oddity)
- 2024: Tripping on Life: A One Woman Show (Fernsehfilm)

Regisseur
- 1963: Image (Kurzfilm)
- 1965: On Fighting Witches (Kurzfilm)
- 1990: Nachhilfe in Sachen Liebe (Book of Love)
- 2007: Mimzy – Meine Freundin aus der Zukunft (The Last Mimzy)
- 2019: Ambition

Schauspieler
- 1984: Nightmare – Mörderische Träume (A Nightmare on Elm Street, Sprechrolle)
- 1985: Nightmare II – Die Rache (A Nightmare on Elm Street Part 2: Freddy’s Revenge)
- 1986: Quiet Cool – Die Abrechnung (Quiet Cool)
- 1987: The Hidden – Das unsagbar Böse (The Hidden)
- 1988: Nightmare on Elm Street 4 (A Nightmare on Elm Street 4: The Dream Master)
- 1988: Freddy’s Nightmares (Freddy's Nightmares: A Nightmare on Elm Street – The Series, Fernsehserie, 1 Episode)
- 1991: Freddy’s Finale – Nightmare on Elm Street 6 (Freddy’s Dead: The Final Nightmare)
- 1993: Loaded Weapon 1 (National Lampoon’s Loaded Weapon 1)
- 1993: Der Tod kommt auf vier Pfoten (Man's Best Friend)
- 1994: Freddy’s New Nightmare (Wes Craven’s New Nightmare)
- 2001: Festival in Cannes
- 2003: Freddy vs. Jason
- 2004: Final Call – Wenn er auflegt, muss sie sterben (Cellular)

## Auszeichnungen
- 1992: Saturn Award – President’s Award
- 1995: Gotham Awards – Lifetime Achievement Award
- 2006: Karlovy Vary International Film Festival – Special Prize for Outstanding Contribution to World Cinema
- 2007: BAFTA/LA Britannia Awards – Britannia Award for Lifetime Contributions to International Film, gemeinsam mit Michael Lynne